# Jan van Dornicke

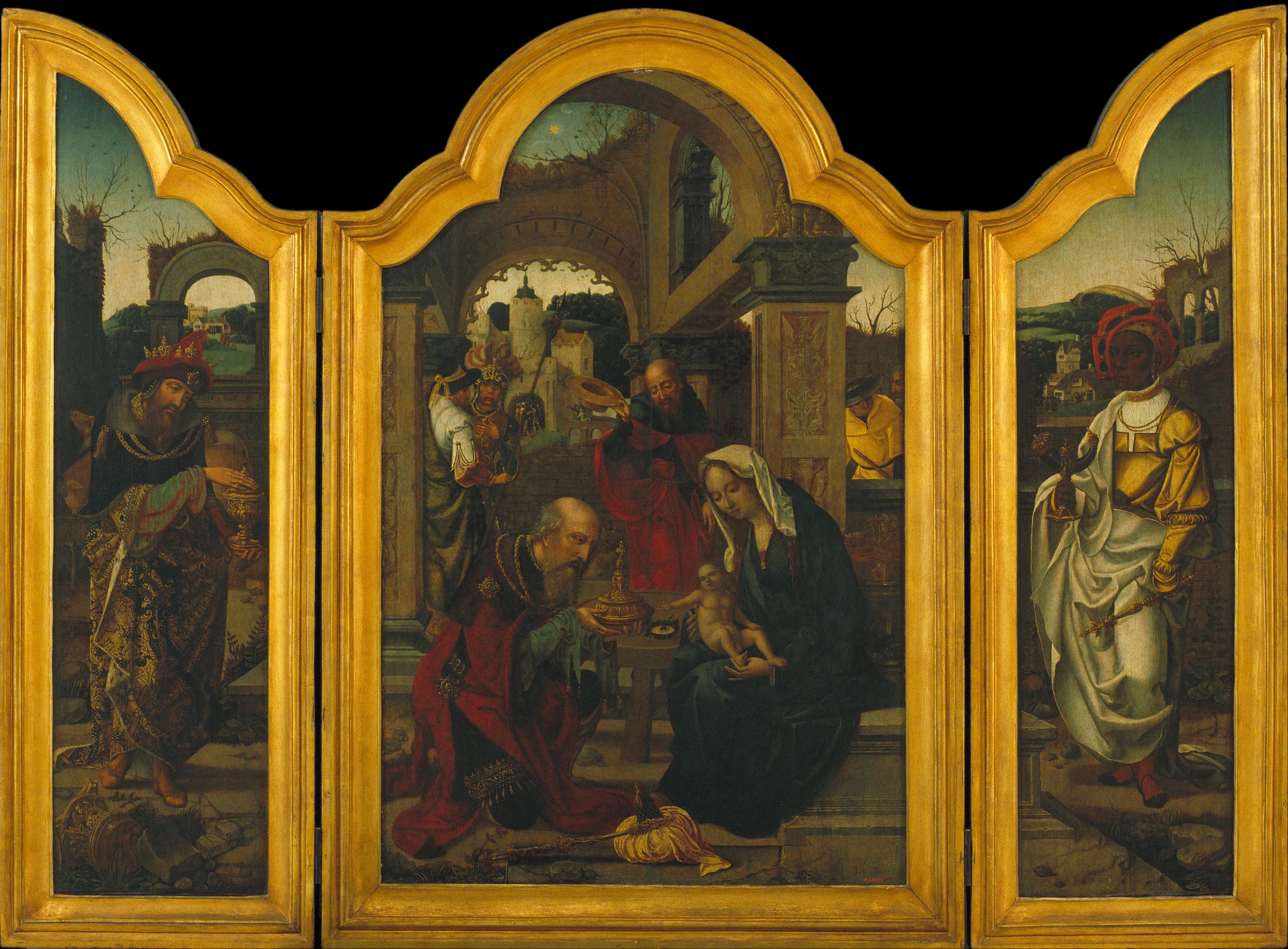
Tríptico con la Epifanía, (h. 1540), óleo sobre tabla, Barcelona, Museo Nacional de Arte de Cataluña.

Jan van Dornicke, también llamado Jan Mertens van Dornicke o Janne Mertens Janssone (f. 1505-1530) fue un pintor flamenco probablemente natural de Tournai y activo en Amberes, identificado por Georges Marlier en 1966 con el llamado Maestro de 1518, también llamado Maestro de la Abadía de Dielegem.
Apenas se tienen datos biográficos de este maestro, cabeza de un muy activo taller de trípticos y tablas de altar y destacado representante del manierismo de Amberes, con su característica fusión de elementos tradicionales, procedentes de los llamados primitivos flamencos, con los propios del renacimiento nórdico. Formado en el taller de Jan Gossaert, en 1509 se inscribió como maestro en la guilda de San Lucas de Amberes. A pesar de las notables diferencias de estilo, es posible que tuviese como aprendiz a su yerno, Pieter Coecke van Aelst, quien habría heredado su taller y con quien podría haber pintado en colaboración algunas de las obras que se ponen en relación con el Maestro de 1518, como el tríptico con el tema de la Epifanía del Museum Catharijneconvent de Utrecht o el de la Anunciación con la Adoración de los Magos y el Descanso en la huida a Egipto del Palazzo Bianco de Génova.